# Todd Collins
Todd Steven Collins (født 5. januar 1971 i Walpole, Massachusetts, USA) er en tidligere amerikansk footballspiller, der spillede i NFL som quarterback for Buffalo Bills, Kansas City Chiefs, Washington Redskins og Chicago Bears. Hans karriere strakte sig mellem 1995 og 2010.

## Klubber
- 1995-1997: Buffalo Bills
- 1998-2005: Kansas City Chiefs
- 2006-2009: Washington Redskins
- 2010: Chicago Bears